# 贺强
贺强（1952年—），满族，中华人民共和国政治人物、第十一届全国政协委员。
担任中央财经大学证券期货研究所所长。2008年，当选第十一届全国政协委员，代表无党派人士，分入第十四组。并担任经济委员会专委。2018年1月，当选第十三届全国政协委员。